# 栗田学武
栗田 学武（くりた まなぶ、1985年6月7日 - ）は、大阪府出身の日本の俳優である。
株式会社Allen／劇団アレン座所属。
殺陣とツッコミと英会話が特技。イベントMCを担当することもある。

## 来歴
大阪府出身。血液型はB型。

## 人物
趣味は格闘技観戦。特技は陸上、スクワット。

## 出演

### 舞台
- 舞台「探偵東堂解の事件録 -大正浪漫探偵譚-」（2025年9月〈予定〉、演出／脚本：鈴木茉美、すみだパークシアター倉）[2]
- 劇団アレン座 第11回本公演 舞台「1925→2025」（2025年1月、演出／脚本：鈴木茉美、吉祥寺シアター）[3]
- 劇団壱劇屋東京支部公演 舞台「APOCADENZA -アポカデンツァ-」（2024年10月、演出／脚本：竹村晋太朗、新宿村LIVE） - 騎士 役[4][5]
- Allen suwaruプロデュース公演 舞台「いい人間の教科書。」（2024年7月、演出／脚本：鈴木茉美、すみだパークシアター倉）[6]
- 劇団アレン座第10回本公演　舞台『未定』（2024年3月、演出／脚本：鈴木茉美、東京公演:シアターモリエール、大阪公演ABCホール)
- 舞台「HIDEYOSHI」(2023年12月、演出／脚本：鈴木茉美、シアターサンモール) - 島野明役
- 舞台『大正浪漫探偵譚-エデンの歌姫-』(2023年7月、演出／脚本：鈴木茉美、草月ホール) - 森下光秀 役
- 舞台「いい人間の教科書。」(2023年2月、演出／脚本：鈴木茉美、すみだパークシアター倉) - 栗田学武 役
- 劇団アレン座第9回本公演『点滅』(2022年12月、演出／脚本：鈴木茉美、サンモールスタジオ 、アトリエファンファーレ高円寺、小劇場 楽園) - 一ノ瀬桔平 役
- 劇団アレン座第7回本公演 舞台『土の壁』(2022年3月、演出／脚本：鈴木茉美すみだパークスタジオ倉 ) - 地下のニュースキャスター 役 （映像出演）
- 方南ぐみ企画公演朗読劇『伊賀祭り』(2021年10月、作／演出：樫田　正剛、シアターサンモール)
- 舞台『-野田河家の人々-ホウム。2』（2021年9月、演出／脚本：鈴木茉美、新宿THEATER BRATS）- 野田河 武 役
- Allen suwaru Lab vol.7『ホウム。』（2021年7月、演出／脚本：鈴木茉美、新宿THEATER BRATS）- 野田河 武 役
- 舞台『This is a お感情博士！』(2021年6月、演出／脚本：粟島瑞丸、俳優座劇場) - 優作 役
- エンタメSTAGE「SHOW CASE」第1部：芝居「儚世」第2部：SHOWTIME「Breaking Through the Limits」(2021年5月、演出／脚本：ヨリコジュン、博品館劇場)※新型コロナウイルスの影響により全公演中止
- サンサーラ式葬送入門-自在篇-(2021年3月、演出／脚本：細川博司、シアターKASSAI) - 甲斐役
- 朗読劇「私の道しるべ」 (2021年2月、演出：柳下大／脚本：差異等たかひ子、サンモールスタジオ)  ‐ アンノ役
- 劇団アレン座Lab 舞台「熱海殺人事件 -ザ・ロンゲスト・スプリング-」(2021年1月、作／演出：鈴木茉美、花まる学習会王子小劇場‐木村伝兵衛 役
- 2.5次元ダンスライブ「TSUKIPRO STAGE キソセカイステージ：eins『ソラヲワタルカゼ』」【無観客生配信】(2020年12月、原作／脚本：ふじわら、立川ステージガーデン)-葉月陽 役
- Allen suwaruプロデュース公演 舞台『いい人間の教科書。』大阪公演(2020年11月20日～11月22日、演出／脚本：鈴木茉美、HEP HALL)-栗田学武 役
- Allen suwaruプロデュース公演 舞台『いい人間の教科書。』東京公演(2020年11月11日～11月16日、演出／脚本：鈴木茉美、すみだパークシアター倉)-栗田学武 役
- 劇団アレン座第6回本公演 舞台「秘密基地」(2020年9月、演出／脚本：鈴木茉美、花まる学習会王子小劇場 - 栗田学武 役
- 2.5次元ダンスライブ TSUKIPRO STAGEキソセカイステージ：eins『ソラヲワタルカゼ』(2020年6月、原作／脚本：ふじわら、立川ステージガーデン)※新型コロナウイルスの影響により全公演中止
- 劇団アレン座第5回本公演 シカク(2020年4月、演出／脚本：鈴木茉美、花まる学習会王子小劇場)※新型コロナウイルスの影響により延期
- 2.5次元ダンスライブ「ツキウタ。」ステージ第10幕「月歌奇譚 太極伝奇」（2020年1月、原作／脚本：ふじわら（ムービック）、ヒューリックホール東京） - 葉月陽 役(2代目)
- 劇団アレン座第4回本公演 舞台『いい人間の教科書。』（2019年11月、演出／脚本：鈴木茉美、シアターX）- 栗田学武 役
- 2.5次元ダンスライブ「ツキウタ。」ステージ第9幕「しあわせあわせ」（2019年10月、原作／脚本：ふじわら（ムービック）、ヒューリックホール東京） - 葉月陽 役(2代目)
- 2.5次元ダンスライブ「S.Q.S」 Episode 4「TSUKINO EMPIRE2 -Beginning of the World-」（2019年9月、原作／脚本：ふじわら（ムービック）） - 伊車六価 役
- 2.5次元ダンスライブ「ツキウタ。」ステージ第8幕「TSUKINO ENPIRE-Unleash your mind.-」（2019年3月、原作／脚本：ふじわら（ムービック）、舞浜アンフィシアター） - 伊車六価 役
- 舞台『探偵東堂解の事件録-大正浪漫探偵譚-』（2019年2月、演出／脚本：鈴木茉美、千本桜ホール） - 朱崎一 役
- 2.5次元ダンスライブ「ツキウタ。」ステージ第6幕「紅縁（くれないえにし）」（2018年10月 - 11月、原作／脚本：ふじわら（ムービック）、品川ステラボール） - 葉月透/勘助 役
- 劇団アレン座第二回本公演　舞台「空行」（2018年6月、演出／脚本：鈴木茉美、千本桜ホール） - サメジマ 役
- 舞台「大正浪漫探偵譚-六つのマリア像-」（2018年4月、演出／脚本：鈴木茉美、シアター1010） - 佐々木一 役
- 2.5次元舞台「ハンドシェイカー」（2018年1月、演出／脚本：吉田武寛、CBGKシブゲキ!!） - 芥川博士 役
- 舞台「KING OF PRISM〜Over the Sunshine〜」（2017年11月、演出：宇治川まさなり／脚本：青葉譲、大阪公演：梅田芸術劇場 シアター・ドラマシティ／東京公演：AiiA 2.5Theater Tokyo） - 氷室聖 役
- 劇団方南ぐみ「逢いたくて」（2017年、演出／脚本：樫田正剛、三越劇場）
- 劇団ホチキス第37回本公演「PTA」（2017年8月、作／演出：米山和仁、東京芸術劇場シアターウエスト）
- スーパーエキセントリックシアター タイツマン15周年記念ライブ「俺のタイツ」（2017年8月、作／演出：赤堀二英、赤坂REDシアター） - 水戸黄門 役
- 劇団アレン座旗揚げ公演「空行」（2017年5月、演出／脚本:鈴木茉美、吉祥寺シアター） - ヨシオカ 役
- 「TOU -JYUKAI-DEN-□」（2017年1月、演出／脚本:鈴木茉美、東京公演：スペースゼロ／大阪公演：近鉄アート館） - 支子役
- 「JYUKAIDEN-KINGS-」（2016年12月、演出／脚本：鈴木茉美、エストエンドスタジオ） - 弥代 役
- 「ホイッスル! BREAK THROUGH-壁をつき破れ-」（2016年8月、原作：「ホイッスル！」樋口大輔（集英社ジャンプ コミック刊、演出／脚本：鈴木茉美） - 風祭功 役
- 「大正浪漫探偵譚 -君影草の設計書-」（2016年5月、演出／脚本：鈴木茉美、東京芸術劇場 シアターウエスト）佐々木一 役
- 「JYUKAI-DEN -桃源-」（2016年3月、演出／脚本：鈴木茉美、CBGKシブゲキ!!） - 弥代 役
- 「JYUKAI-DEN」（2015年、演出／脚本：鈴木茉美、明石スタジオ）
- 「大正浪漫探偵譚-東堂探偵事務所-」（2015年、演出／脚本：鈴木茉美、中野ザ・ポケット）
- 「マジハウス」（2014年、演出：粕谷佳五、テアトルBONBON）
- 「unreal」(ソラリネ。)（2014年、演出：福地慎太郎）
- オトメステージ「擬人カレシ〜けもミミ大作戦!?〜」（2014年、演出：滝井サトル、新宿村LIVE）
- 黒猫ビビの幸福論（2013年、演出：榎本琥璃夢、Geki地下リバティ）

### 映画
- 「遠いところ」( 2022年、監督：工藤将亮)
- 「未曾有」(2021年、監督：工藤将亮)-主演 マナブ 役
- 「Come and Go」(2020年、監督：リム・カーワイ)
- 「HIGH & LOW THE MOVIE2/END OF THE SKY」（2017年、監督：久保茂昭）
- 「HIGH & LOW THE MOVIE3/FINAL MISSION」（2017年、監督：久保茂昭）
- 「脳内ポイズンベリー」（2015年、監督：佐藤祐市） - 編集者 役
- 「leave us alone」（2015年、監督：濱崎藍） -主演：春樹 役
- 「土竜の唄 潜入捜査官REIJI」（2014年、監督：三池崇史） - ヤクザ 役
- 「Who is that man!?あの男は誰だ!?」（2013年、監督：沖島勲） - 劇中ドラマ・夫 役

### ドラマ
- 「絶景探偵。」第13話（2017年、FCT） - 手塚昌宏 役
- 「女はそれを許さない」（2014年、TBS） - エリート弁護士 役
- 「カメラマン亜愛一郎の迷宮推理」（2013年、テレビ東京） - 鑑識 役
- 「山田くんと7人の魔女」（2013年、フジテレビ） - 教師 役
- 「Wの悲劇」（2012年、テレビ朝日） - 会社員 役

### CM・広告
- 「アデランス新商品シャンプーCM」（2018年 - 2019年）中国ネット放送
- 「魚国総本社/ビジネスダイニング」（2015年）カタログ・Web モデル
- 「桑和」（2015年）カタログ・Web モデル
- 「全国労働金庫協会」（2014年）CM サブメイン
- 「ジョンソン/KIWI」（2014年）Web
- 「ハウスメイト」（2014年）スチール広告 モデル
- 「ヨネックス」（2014年）Web モデル
- 「江崎グリコ/アーモンドピーク」（2014年）CM
- 「ネスレ/ネスカフェ」（2014年）CM メイン
- 「元気寿司」（2013年）CM

### MV
- 「SKE48選抜/世界が泣いてるなら」  - メイン高校教師 役

### 雑誌
- 「JJ」（2010年1月号）

### モバイルコンテンツ
- MILOU「スマホ彼氏」（2016年）

### MC
- Web movie「マヒルについて」トークイベントMC担当

### ライブ
- 「STAGE FES2018-2019」（2018年、大宮ソニックシティ）